# Бой при Добре (1770)
Бой при До́бре (польск. Bitwa pod Dobrą) — бой, произошедший 12 (23) января 1770 года, в котором отряд русской армии под руководством Карла фон Рённе и Ивана Древица разгромил колонну барских конфедератов под командованием Адама Шанявского.

## Предыстория
В 1768 году польско-литовская римско-католическая шляхта, недовольная большим влиянием России, которая добилась в Речи Посполитой уравнения в правах так называемых «диссидентов» (некатоликов), объединилась в конфедерацию против короля Станислава Понятовского, получившую название по подольскому местечку Бар. Россия поддержала противников конфедерации, что дало ей формальный повод ввести свои войска на территорию Польши и открыть боевые действия против конфедератов. Однако войска Барской конфедерации предпочитали в открытый бой с регулярной армией не вступать, а вести партизанские действия, что сильно осложняло их уничтожение.
В поиск на польскую территорию были посланы Каргопольский карабинерный полк полковника Карла фон Рённе и Сербский гусарский полк полковника Ивана Древица — всего около 3 тысяч человек. Первоначальные их успехи были более чем скромны, что дало повод бригадиру А. В. Суворову — будущему генералиссимусу — наградить полковников несколькими едкими остротами об их способности двигаться строго параллельно войскам конфедератов по всей Литве. Дошло до того, что перед сражением при Орехове 1 (11) сентября 1869 года Суворов присоединил к своему отряду встреченный им патрульный полуэскадрон каргопольских карабинеров графа Кастелли, а Рённе вынужден был догонять его. Очевидно, уроки пошли обоим командирам впрок.

## Ход боя
12 января 1770 года при местечке Добра отрядами Ренне и Древица была обнаружена походная 6-тысячная колонна конфедератов при 18 пушках. Русские, базирующиеся на окраине местечка, воспользовались плохой разведкой поляков и атаковали правое крыло противника. Поляки перебросили сюда войска с левого крыла, что в конечном итоге привело к обходу левого крыла русскими войсками и привело к полному разгрому противника.
В результате короткого ожесточенного боя около 1 500 конфедератов были убиты, остальные — рассеяны. Сам Шанявский был тяжело ранен, а многие маршалы Конфедерации попали в плен. 15 пушек из 18 захвачены русскими войсками.

## Последствия боя
Барской конфедерации был нанесён очередной мощный удар. При этом с русской стороны потерь практически не было. Некоторые конфедераты бежали в Цешинскую Силезию.
Бой при Добре занимает особенное место в истории Ордена Святого Георгия: Рённе и Древиц были награждены орденами III-й степени под номерами 2 и 3, а отличившийся в бою премьер-майор Каргопольского карабинерного полка Г. Паткуль — IV-й степени под номером 1 по кавалерским спискам.